# Aleiodes arcticus
Aleiodes arcticus – gatunek błonkówki z rodziny męczelkowatych.

## Zasięg występowania
Europa, notowany w Finlandii, Niemczech, Norwegii, Polsce, Szwajcarii, Szwecji i Wielkiej Brytanii.

## Budowa ciała
Samica
Rozpiętości przednich skrzydeł wynosi 3 mm. Przyoczka małe, odległość bocznego przyoczka od oka wynosi co najmniej dwie jego średnice. Pole malarne o długości nieco mniejszej niż półtorej szerokości podstawy żuwaczek. Skroń szeroka, jej szerokość jest niemal równa średnicy oka. Żeberko potyliczne ledwie kompletne na ciemieniu. głowa skórzasta. Segmenty biczyka czółka o średnicy niemal równej ich długości. Przedtułów poprzecznie podzielony przez ornamentowaną bruzdę po bokach; jest on bruzdkowano-skórzasty na dole boków i skórzasty w ich górnej części. tarcza śródplecza i zatarczka skórzaste; notaulix słabo bruzdkowane z pofalowanymi bocznymi brzegami. Brak wyraźnej bruzdy przedbiodrowej na mezopleronie. Tergity metasomy od pierwszego do czwartego nieznacznie skórzasto-bruzdkowane, pozostałe gładkie. Czwarty tergit wygrzbiecony, nie pokrywa całkowicie dwóch dalszych tergitów. Stopy nie są pokryte grzebieniastą szczecinką od strony wierzchołkowej. W przednim skrzydle żyłka r ma długość 0,85 żyłki 3RSa, żyłka 1CUa krótka - o długości 0,25 żyłki 1CUb. W tylnym skrzydle żyłka RS lekko falista, żyłka 1r-m ma 0,6 długości żyłki 1M, zaś 1M 0,5 długości żyłki M+CU. Żyłka m-cu pigmentowana, zesklerotyzowana o długości 0,5 żyłki 1r-m.
Głowa, czułki, mezosoma i metasoma całkowicie czarne. Nogi żółtopomarańczowe oprócz czarnych biodra, krętarza i przedudzia. Skrzydła szkliste. Pterostygma i użyłkowanie brązowe..

## Biologia i ekologia
Aleiodes arcticus jest wewnętrznym parazytoidem ćmy Pygmaena fusca z rodziny miernikowcowatych.